# Vinylshakerz
Vinylshakerz – niemiecki zespół dance'owy i eurodance'owy, najbardziej znani z remiksu piosenki Murray Heada pt. One Night in Bangkok z 2005 roku. Założycielami zespołu są dwaj DJ-je Thomas Detert i Mike Red.

## Dyskografia

### Albumy
- 2006 "Very Superior"

### Single
- One Night in Bangkok EP (2005, #26[2])
- Club Tropicana EP (2005, #69)
- Daddy Cool EP (2006, #61)
- Luv In Japan EP (2006)
- Forget Me Nots (DJ Release, 2007)
- Can U Hear Me (DJ Release, 2008)
- Hypnotic (DJ Release, 2008)